# Моно (династия)
Моно (фр. Monod) — французская династия, ведущая начало от протестантского богослова, родом из Женевы, Жана Моно (1765—1836) и его жены Louise Philippine de Coninck (1775—1851), бракосочетавшихся в 1793 году.
- Моно, Жан (1765—1836) — во время Французской революции принадлежал к числу энергичных защитников христианства[1]. Его сыновья:
  - Моно, Фредерик (англ. Frédéric Monod; 1794—1863) — пастор и проповедник в Париже, где первым основал воскресные школы и был одним из учредителей «Унии евангелических церквей во Франции», положившей конец внутренним раздорам в реформатстве.
  - Моно, Адольф (фр. Adolphe Monod; 1802—1856) — до Эжена Берсье (Eugène Bersier; 1831—1889) был самым знаменитым из проповедников французской реформатской церкви; по силе таланта и влияния реформаты приравнивают его к Масийону. Его исследования о Св. Писании (1845—1846) способствовали развитию критицизма между реформатами. Его проповеди вышли в трёх изданиях (Париж, 1848—1860). Известны ещё его сочинения: «Lucile» — апология христианства, много раз переиздавалась; «Adieux» — беседы о религии, произнесённые им с одра предсмертной болезни; толкование на Послание к Ефесянам.[2]
- Моно, Вильфред (фр. Wilfred Monod; 1867—1943) — пастор.
  - Его сын Моно, Теодор (1902—2000) — путешественник, исследователь Сахары, натуралист и гуманист; член французской Академии наук (1963).